# Історія Соломонових Островів
Соломонові острови — один з найбільших архіпелагів Океанії, корінне населення якого складають меланезійці. Як і решта островів Океанії, вони стали відомі всьому світові завдяки Добі великих географічних відкриттів.

## Доісторичний час
На Соломонових островах першовідкривачі (предки місцевого населення) поселились щонайменше за кілька тисяч  рр. до н. е. — спочатку тодішні папуаські племена, згодом їх заступили представники археологічної культури лапіта (середина 2 тис. до н. е.), а потім меланезійці. На групах східних островів з'явились полінезійці.

## Контакт тубільців з європейцями
Острів Санта-Ісабель відвідав першим з європейців іспанський мореплавець Альваро Менданья де Нейра в 1568 р. Іспанці виміняли у тубільців золото на дрібнички і дали архіпелагу назву Соломонові острови, бо вірили, що знайшли легендарну країну Офір, звідки буцімто вивозив золото біблійний цар Соломон. Дійсно, територія Соломонових островів є багатою на поклади цінних металів. Іспанці перебували на Соломонових островах з 2 лютого по 11 серпня 1568 р. Вони відвідали острови Санта-Ісабель, Малаїта, Гуадалканал і Сан-Крістобаль, тобто майже всю південну групу архіпелагу. Вони вступили в контакт з місцевими мешканцями. Але важкий вологий та спекотний клімат змусив їх повернутись до іспанських володінь в Перу. Іспанія зберігала в таємниці від інших держав факт відвідування місцевими мореплавцями цих островів. Вдруге іспанська експедиція відвідала Соломонові острови у вересні-листопаді 1595 р. Тоді були відвідані острови Санта-Крус. Північну частину архіпелагу наніс на карти французький мореплавець Луї Антуан де Бугенвіль у 1768 р.

## Колоніяльний період

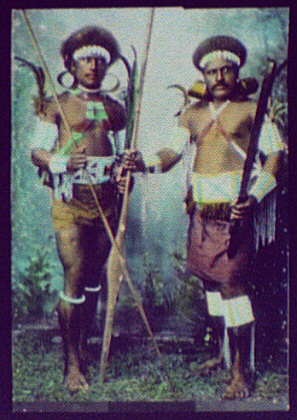
Воїни з Соломонових островів. 1895 р.

Упродовж 18 -19 ст. на острови прибували місіонери та європейські поселенці. Їхні перші постійні поселення з'явились у 1860 р. У 1885 р. німецька «Новогвінейська компанія» встановила контроль над північною групою Соломонових островів (Бука, Бугенвіль, Шуазель та Ісабель). Велика Британія у 1893 р. проголосила південну групу островів своїм протекторатом. У 1899 р. до протекторату приєднали групу островів Санта-Крус та інші. Острови Бугенвіль і Бука залишились німецькими до 1-ї світової війни. Під час 2-ї світової війни на Соломонових островах точились жорстокі бої між військами Японії та антигітлерівської коаліції - за активної підтримки останніх місцевим населенням, частина якого була мобілізована до армії Великої Британії. Були поширені й партизанські рухи серед місцевих жителів. У 1973 р. острови отримали автономію. У серпні 1974 р. на Соломонових островах прийняли конституцію, відповідно до якої створили Законодавчу асамблею. Внутрішнє самоуправління було надане островам 2 січня 1976 р.

## Незалежність
7 липня 1978 р. була проголошена державна незалежність Соломонів від Великої Британії. Першим прем'єр-міністром став Пітер Кенілореа. Далі політичні діячі заступали на цій посаді один одного: Соломон Мамалоні (1981—1984), вдруге Кенілореа (1984—1986), Езекіль Алебуа (1986—1989). 28 березня 1989 р. прем'єр-міністром вдруге став Мамалоні.
Через 2 роки виникла гостра криза: прем'єра звинуватили в тому, що він ігнорує конституцію та знаходиться при владі без належних підстав. Після виборів 1993 р. прем'єром став Френсіс Біллі Гіллі, але 7 листопада 1994 р. до влади втретє доступився С.Мамалоні. Чергові парламентські вибори в серпні 1997 виграла Партія національної єдності, але прем'єр-міністром 27 серпня обрали ліберала Бартолом'ю Улуфа'алу. Після того, як він подав у відставку (через звинувачення у невирішенні етнічного конфлікту між малаїтами та ісатабу), прем'єром став 30 червня 2000 р. Манассе Согаваре.
17 грудня 2001 р. його заступив Алан Кемакеза.
Переорієнтація у 2019 році влади островів з Тайваню на КНР спричинила протести на Соломонових островах. Рішення про військову допомогу прийняли уряди Папуа - Нової Гвінеї, (пообіцяли надіслати близько 30 миротворців) та Фіджі (направила на Соломонові острови 50 військовослужбовців).